# Institut national des techniques économiques et comptables
 (février 2024).
Si vous disposez d'ouvrages ou d'articles de référence ou si vous connaissez des sites web de qualité traitant du thème abordé ici, merci de compléter l'article en donnant les références utiles à sa vérifiabilité et en les liant à la section « Notes et références ».
 (février 2024).
L’Institut national des techniques économiques et comptables (Intec) est un institut du Conservatoire national des arts et métiers (CNAM), établissement public sous la tutelle du ministère de l'Enseignement supérieur et de la Recherche.
L’Intec forme chaque année 8 450 étudiants dans le monde.
L'institut est composé de 75 centres de formation en France et à l’étranger, 10 situés dans les Dom-Tom et 25 à l'étranger.
L’institut propose un choix de cursus diplômants ou certifiants, en formation initiale, continue ou en apprentissage.
L’Intec forme aux diplômes d’État et délivre ses propres diplômes : le DGC (Diplôme de gestion et de comptabilité) et le DSGC (Diplôme supérieur de gestion et de comptabilité) et certificats, tous reconnus sur le plan européen.
L’Intec prépare :
- aux diplômes de l’expertise comptable : 
  - diplôme de comptabilité et de gestion (DCG)
  - diplôme supérieur de comptabilité et de gestion (DSCG)
  - diplôme d'expertise comptable (DEC)
- à des diplômes universitaires : la licence Comptabilité, contrôle, audit (licence CCA) et le master comptabilité, contrôle, audit (master CCA) et des licences professionnelles.

La spécificité de l'Intec est le principe de la "double chance" : la possibilité pour les étudiants de se présenter aux examens des diplômes de l'Intec (DGC et DSGC) ainsi qu'à ceux de l'État (DCG et DSCG).  

## Histoire
L'institut de technique et expertise comptables a été créé le 16 novembre 1931 par arrêté.
Le but premier de cet établissement était de former les comptables et futurs experts-comptables candidats au Brevet d'expert-comptable qui existait depuis mai 1927.
Le 11 novembre 1952, l'ITC devient l'institut national des techniques économiques et comptables par arrêté du secrétaire d'État à l'enseignement technique.
Cette période va marquer le début de l'enseignement par correspondance en partenariat avec le CNEPC (Centre national d'enseignement par correspondance, aujourd'hui, le Centre national d'enseignement à distance, Cned) encouragé par l'Ordre des experts comptables.
L'enseignement à distance constitue aujourd'hui la modalité de formation principale de l'institut, puisque tous les élèves inscrits reçoivent le cours à distance imprimé ou en ligne.

## Organisation
L'Intec fait partie de l'une des deux écoles du Cnam, l'École Management et société (MS).
Cette école comprend 7 départements. L'institut est rattaché au département Comptabilité, Contrôle, Audit (CCA).

## Des formations pour tous
Les formations de l’Intec s’adressent :
- aux étudiants en formation initiale ou en apprentissage ;
- aux personnes engagées dans la vie active (salariés, travailleurs indépendants, demandeurs d’emploi, etc.) qui souhaitent poursuivre leurs études dans le cadre de la formation tout au long de la vie ;
- aux salariés finançant personnellement leur formation.